# فلتقدمي يا أستراليا الجميلة
فلتقدمي يا أستراليا الجميلة (Advance Australia Fair) هو النشيد الوطني لأستراليا،ألف النشيد الملحن الإسكتلندي المولد بيتر دودس ماكورميك وغنت لأول مرة في عام 1878 وكانت تغنى كأغنية وطنية. وفي عام 1984 حلت رسمياً محل نشيد فليحفظ الله الملكة كنشيد رسمي وذلك بعد أستفتاء أقيم عام 1977.